# Beg for Mercy
Beg for Mercy je debutové hudební album hip hopové skupiny G-Unit, v níž vystupují rappeři 50 Cent, Lloyd Banks, Young Buck a Tony Yayo (poslední jmenovaný se nahrávání zúčastnil jen málo, neboť byl v té době ve vězení). Vyšlo roku 2003.

## Nahrávání
Během nahrávání alba seděl Tony Yayo ve vězení pro nedovolené ozbrojování, a tak spolupracoval pouze na dvou skladbách. Jeho tvář je vyobrazena na obalu alba, ačkoliv nemohl být přítomen při fotografování – na přebalu jsou vyfoceni všichni tři účinkující rappeři.
Jediným hostem je R&B zpěvák Joe.

## Prodej
Alba Beg for Mercy se prodalo 2 miliony kusů v USA a 4 miliony celosvětově.

## Skladby
| #  | Název                   | Producent                  | Host | Čas  |
| -- | ----------------------- | -------------------------- | ---- | ---- |
| 1  | "G-Unit"                | Hi-Tek                     |      | 3:29 |
| 2  | "Poppin' Them Thangs"   | Dr. Dre & Scott Storch     |      | 4:01 |
| 3  | "My Buddy"              | Thayod Ausar               |      | 3:44 |
| 4  | "I'm So Hood"           | DJ Twins                   |      | 2:26 |
| 5  | "Stunt 101"             | Mr. Porter                 |      | 3:52 |
| 6  | "Wanna Get To Know You" | Red Spyda                  | Joe  | 4:25 |
| 7  | "Groupie Love"          | Dirty Swift                |      | 4:14 |
| 8  | "Betta Ask Somebody"    | Fusion Unltd. & Jake One   |      | 3:53 |
| 9  | "Footprints"            | Nottz                      |      | 4:21 |
| 10 | "Eye for Eye"           | Hi-Tek                     |      | 3:56 |
| 11 | "Smile"                 | No I.D.                    |      | 3:38 |
| 12 | "Baby You Got"          | Megahert                   |      | 4:04 |
| 13 | "Salute U"              | 7th EMP                    |      | 3:00 |
| 14 | "Beg for Mercy"         | Black Jeruz & Sha Money XL |      | 2:39 |
| 15 | "G'd Up"                | Dr. Dre & Scott Storch     |      | 4:47 |
| 16 | "Lay You Down"          | DJ Khalil                  |      | 4:03 |
| 17 | "Gangsta Shit"          | Needlz                     |      | 4:12 |
| 18 | "I Smell Pussy"         | Sam Sneed                  |      | 4:00 |

## Vyřazené písně
- Stay on the Grind (prod. by Sha Money XL)
- Unconditionally (ft. Olivia) (prod. by The Alchemist)
- Thicker Than Water (Follow Me) (prod. by Sha Money XL)
- Angels Around Me (prod. by Eminem)
- You

## Singly
- 1. Stunt 101 (23. 09. 2003)
- 2. Poppin' Them Thangs (04. 11. 2003)
- 3. My Buddy (12. 2003)
- 4. Wanna Get To Know Ya (ft. Joe) (13. 01. 2004)
- 5. Smile (08. 04. 2004)

## Samply
- "G-Unit" se skládá z částí "Million Dollars" od Triumvirat.
- "Poppin' Them Thangs" se skládá z částí "Christmas Camel" od Procol Harum.
- "My Buddy" se skládá z částí "Agony Or Ecstacy" od Ennio Morricone & Scarface (1983 film)|Scarface.
- "Stunt 101" se skládá z částí "Tobacco Road" od Tommy Youngblood.
- "Wanna Get To Know You" se skládá z částí "Come Live With Me Angel" od Marvin Gaye.
- "Groupie Love" se skládá z částí "Simply Beautiful" od Al Green.
- "Betta Ask Somebody" se skládá z částí "Blue Leopard".
- "Footprints" se skládá z částí "Walk With Me" od Martha Bass.
- "Eye For Eye" se skládá z částí "Hello Love" od Eden Raskin.
- "Smile" se skládá z částí "I Too Am Wanting" od Syreeta.
- "Salute U" se skládá z částí "Brandenburg Concerto #1 z F Major (Allego Moderato)" propracováno od Bach.
- "Beg For Mercy" se skládá z částí "Back Down" od 50 Cent z Get Rich or Die Tryin'.
- "Lay You Down" se skládá z částí "Doctor Marvello" od Klaatu.
- "I Smell Pussy" se skládá z částí "The Greatest Sex" od R. Kelly.